# Chameleon in the Shadow of the Night
| Recensione              | Giudizio            |
| ----------------------- | ------------------- |
| AllMusic                | [ 1 ]               |
| Progarchives            | [ 2 ]               |
| Sputnikmusic            | 4.1 (Excellent)     |
| Piero Scaruffi          | [ 4 ]               |
| Ondarock                | (Disco consigliato) |
| Dizionario del Pop-Rock | [ 6 ]               |
| 24.000 dischi           | [ 7 ]               |

Chameleon in the Shadow of the Night è il secondo album solista del cantante britannico Peter Hammill, pubblicato dall'etichetta discografica Charisma Records nel maggio del 1973. 
Questo album seguì allo scioglimento della sua band, i Van der Graaf Generator. Infatti, in tutti i brani le parti strumentali sono suonate dal gruppo.

## Tracce
Lato A
Testi e musiche di Peter Hammill.
1. German Overalls
2. Slender Threads
3. Rock and Role
4. In the End

Lato B
Testi e musiche di Peter Hammill.
1. What's It Worth
2. Easy to Slip Away
3. Dropping the Torch
4. (In The) Black Room
5. The Tower

Edizione CD del 2006, pubblicato dalla Charisma Records (CASCDR 1067)
Testi e musiche di Peter Hammill.
1. German Overalls – 7:05
2. Slender Threads – 5:00
3. Rock and Role – 6:41
4. In the End – 7:23
5. What's It Worth – 3:58
6. Easy to Slip Away – 5:19
7. Dropping the Torch – 4:12
8. (In The) Black Room/The Tower – 11:02
9. Rain 3am – 4:45 – Bonus Track
10. Easy to Slip Away – 4:47 – Bonus Track - Registrato live al The All Souls Unitarian Church di Kansas City (USA) il 16 febbraio 1978
11. In The End – 7:23 – Bonus Track - Registrato live al The All Souls Unitarian Church di Kansas City (USA) il 16 febbraio 1978

## Formazione
- Peter Hammill - voce, gorgheggi vocali, chitarra acustica, chitarra elettrica, grand piano, mellotrons, gothic harmonium, conduttore musicale
- David Jackson - sassofono acustico, sassofono elettrico, sassofono alto, flauto, urla
- Hugh Banton - bomber, banshee, organo, pianoforte (leap frog), basso a pedale, contrabbasso, the rack
- Nic Potter - basso, cortina
- Guy Evans - a) batteria, cymbal b) The Thundering Horseman of the Darkest Dawn

Note aggiuntive
- John Anthony - produttore, conduttore musicale
- Registrato nel febbraio e marzo del 1973 al Sofa Sound, Sussex (Inghilterra) ed al Rockfield Studios di Monmouthshire, Galles (Regno Unito)
- Rodney Sofa - ingegnere delle registrazioni (Sofa Sound), factotum
- Ralph Newport Down e Pat Moran - ingegneri delle registrazioni (Rockfield Studios)
- Mixato al Trident Studios di Londra (Inghilterra)
- David Hentschel - ingegnere del mixaggio
- Paul Whitehead - copertina album
- O.D. Troeller e Bettina Hohls - fotografie[11]